# Musée régional de Poméranie

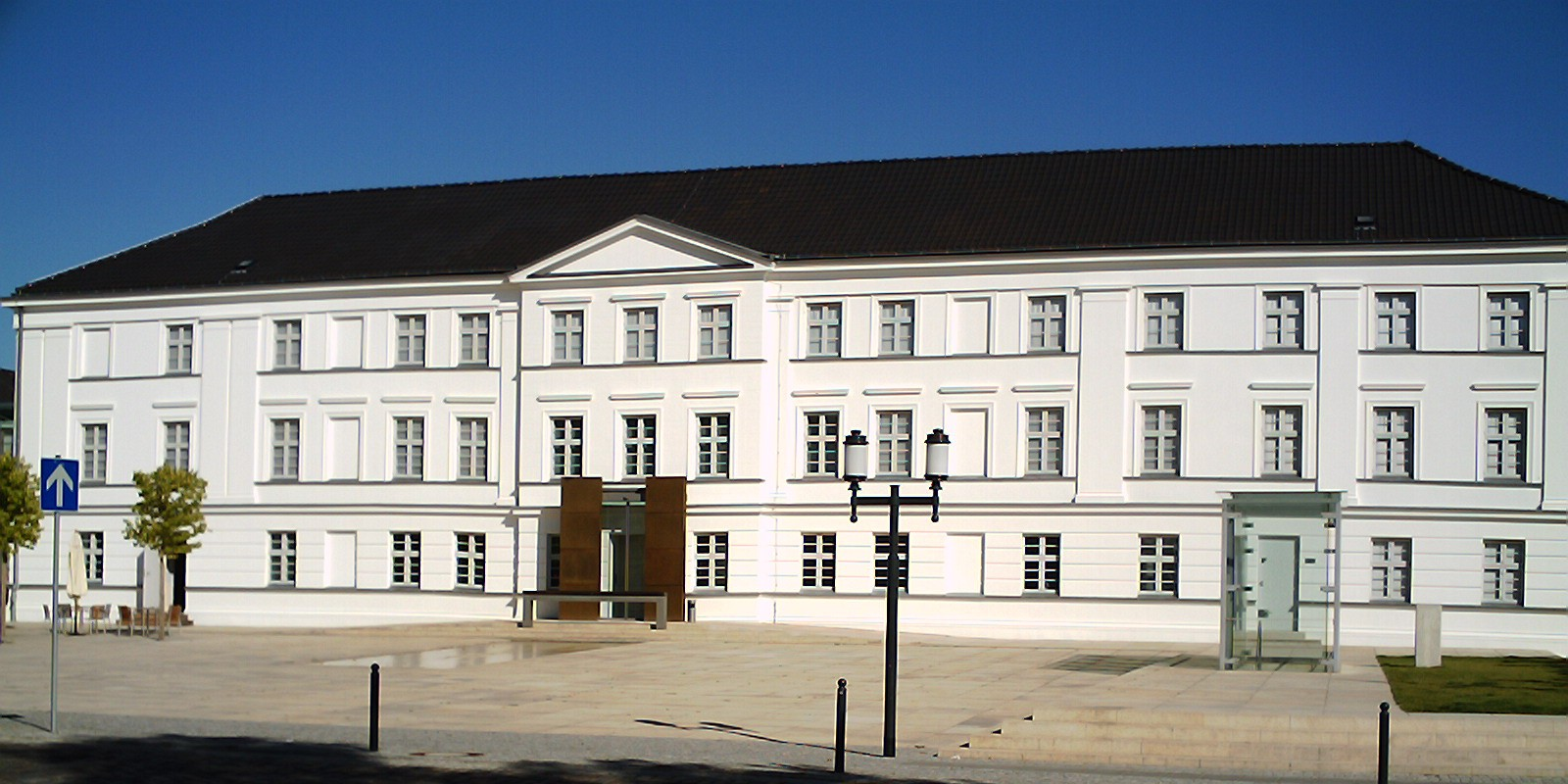
Esplanade et entrée du musée

Le musée régional de Poméranie (en allemand : Pommersche Landesmuseum) de Greifswald présente des objets géologiques, des pièces représentatives de 14 000 ans d'art régional de Poméranie, des peintures, entre autres de Caspar David Friedrich, ainsi que bien d'autres biens artistiques historiques.

## Collection
Quelques peintres dont au moins une toile est exposée :
- Carl Schuch, Frans Hals, Ferdinand Georg Waldmüller, Philipp Otto Runge, Fritz von Uhde, Max Liebermann, Albert Weisgerber, Anselm Feuerbach, Andreas Achenbach, Carl Hasenpflug, Carl Gustav Carus, Joseph Anton Koch, Andrea Vicentino.

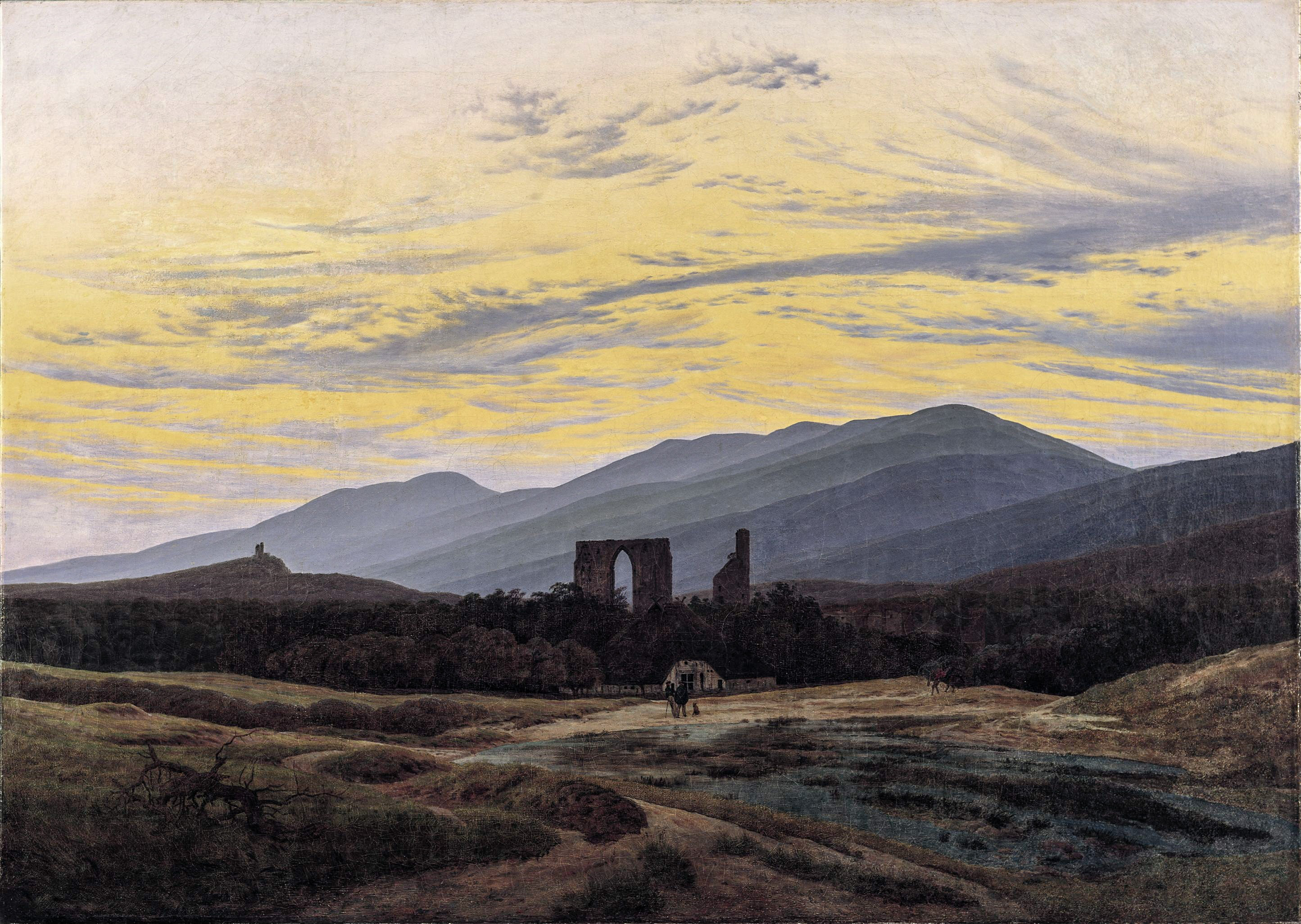
Caspar David Friedrich, Ruines de l'abbaye d'Eldena dans les monts des Géants (vers 1830-1834)
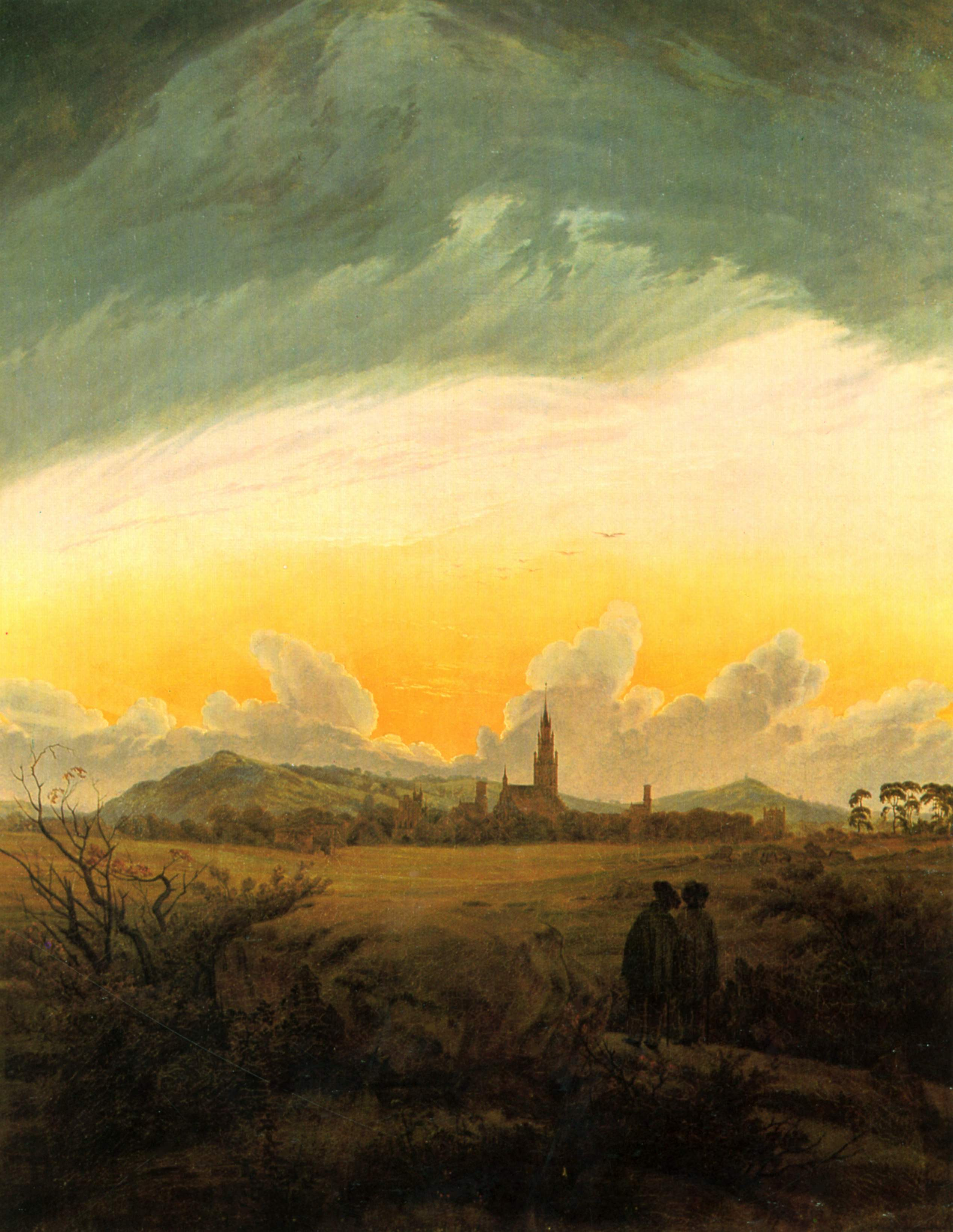
Caspar David Friedrich : Neubrandenbourg (1816/17)
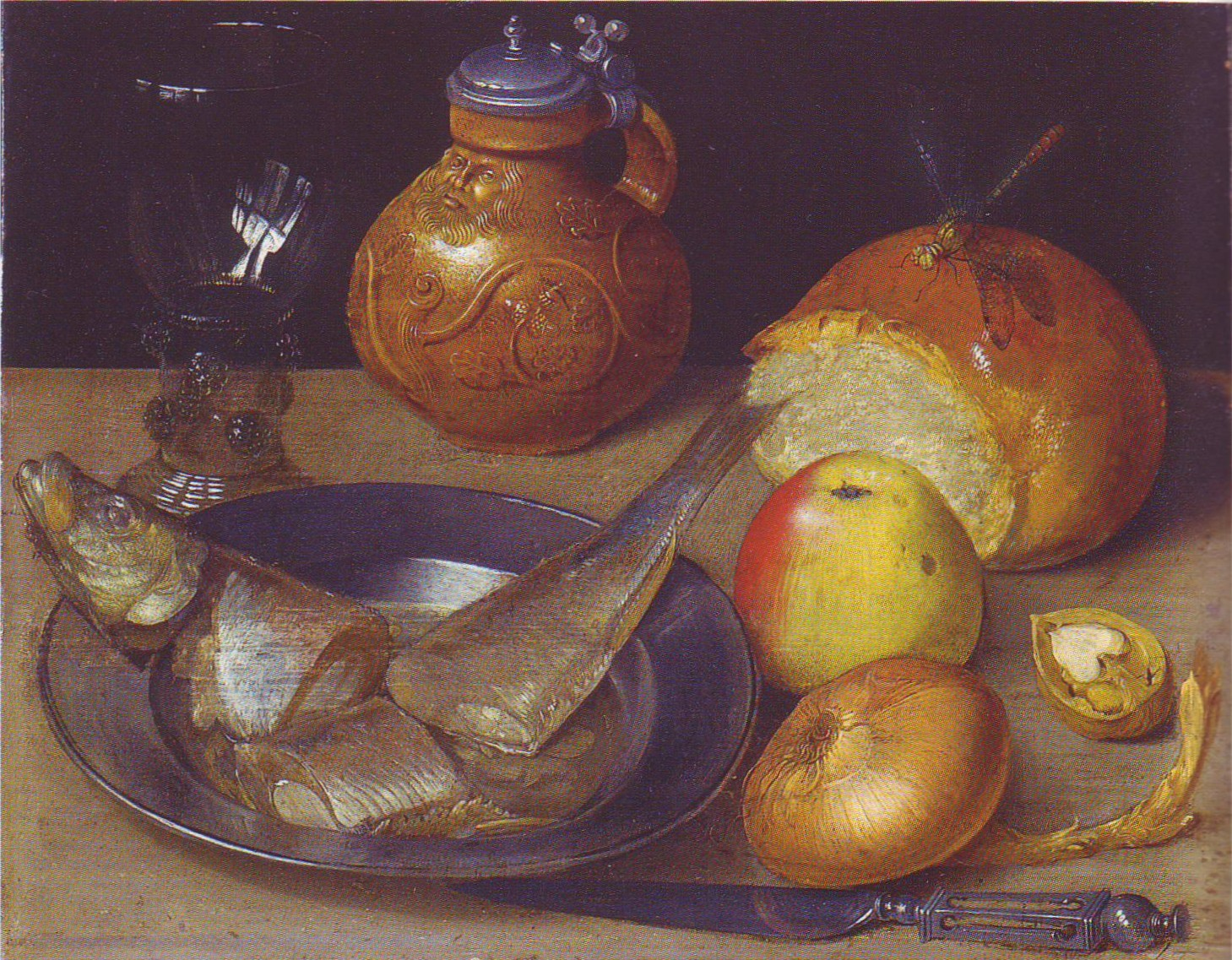
Georg Flegel : Nature morte avec hareng et Bartmannskrug
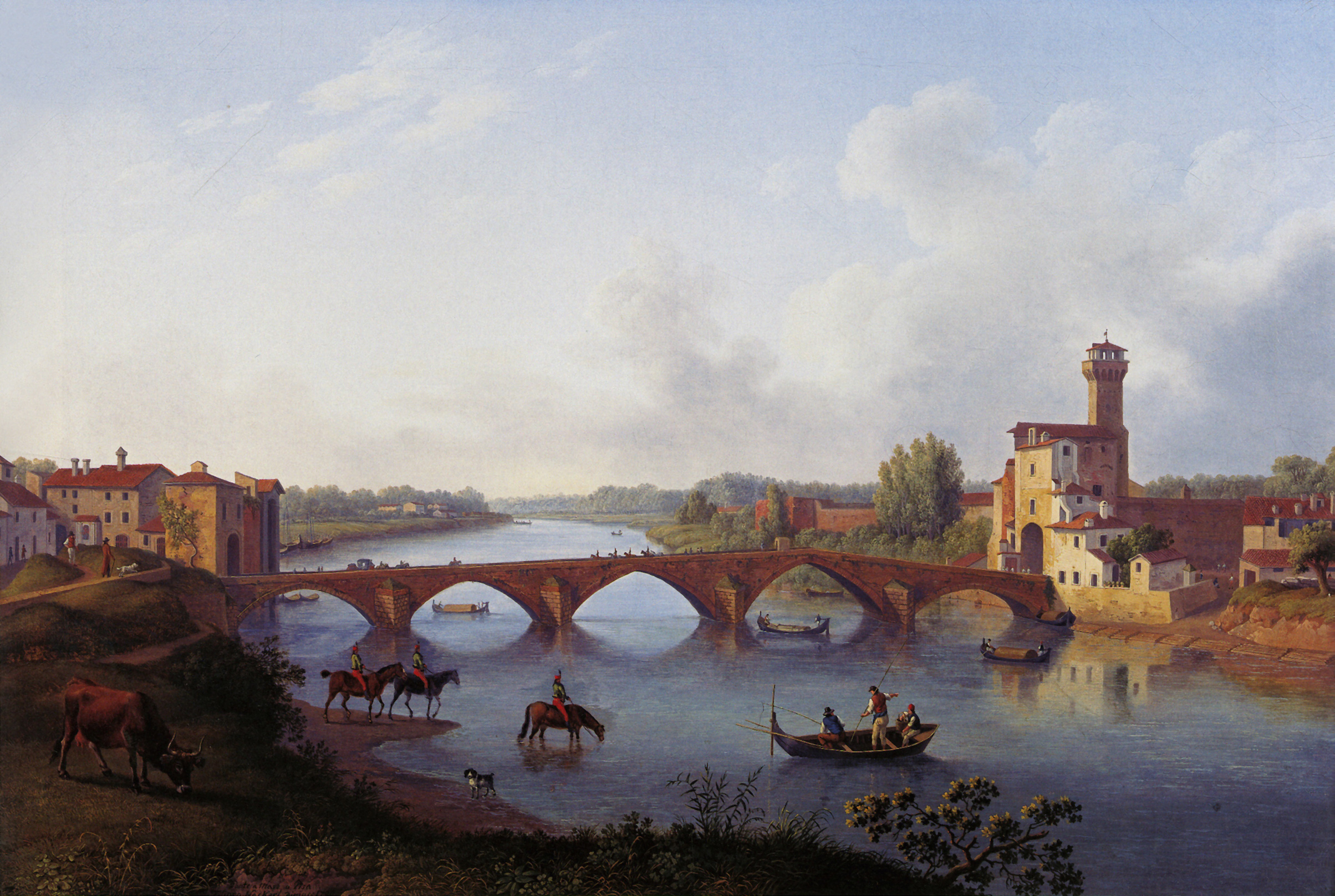
Jacob Philipp Hackert : Le Ponte a Mare à Pise (1799)
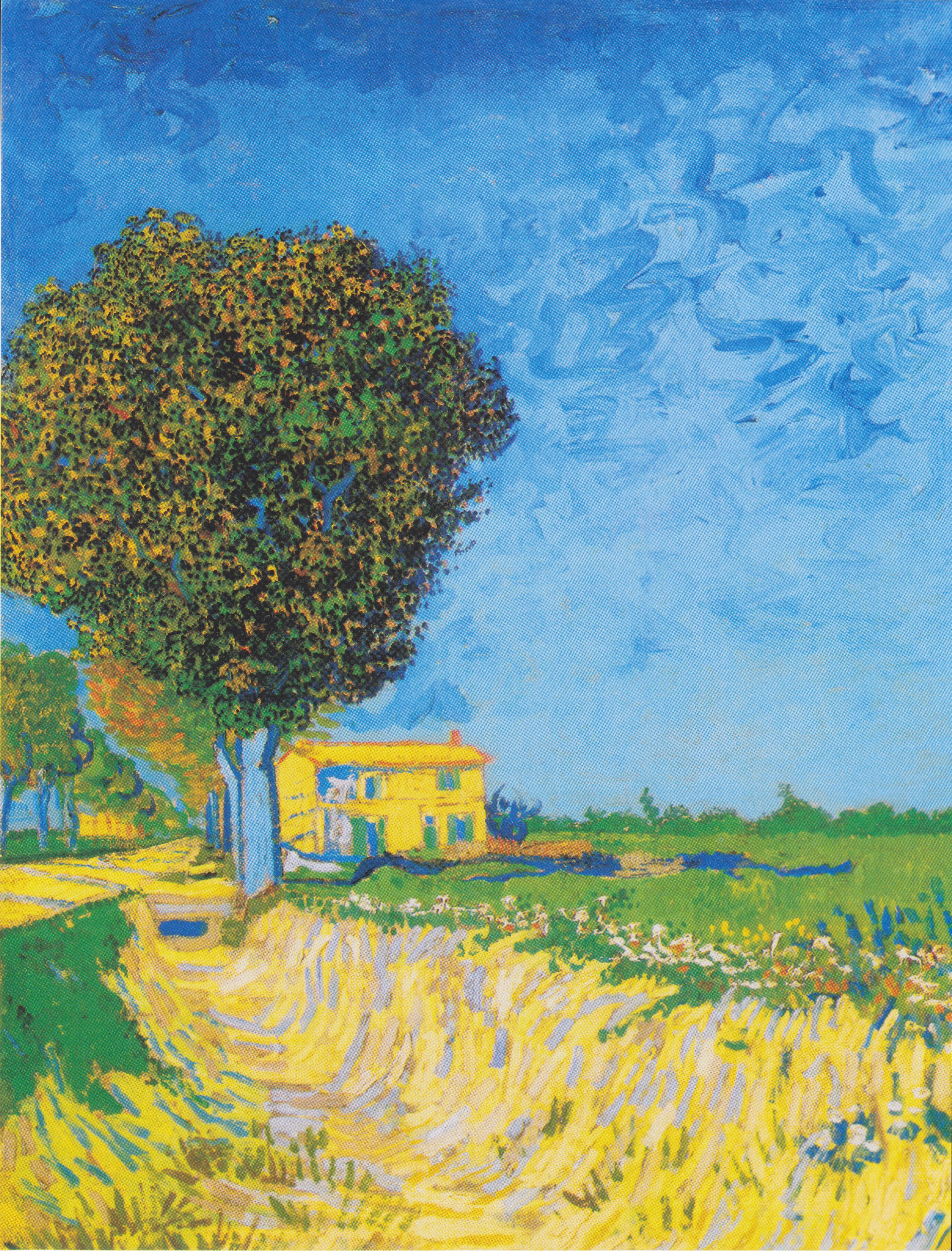
Vincent van Gogh : Allée à Arles avec des maisons (mai 1888)